# سلول خورشیدی انعطاف پذیر
پنل های خورشیدی انعطاف پذیر از سلول های فتوولتائیک برای تولید برق استفاده می کنند، درست مانند پنل های خورشیدی سنتی اما تفاوت عمده این است که به جای یک قاب آلومینیومی و شیشه ای سخت بر روی یک ماده انعطاف پذیر نصب می‌شوند. به لطف این طراحی، پنل‌های خورشیدی منعطف را می توان بر روی سطوح منحنی قرار داد، یا می‌توان آن‌ها را تا کرد.
سلول خورشیدی منعطف به عنوان فناوری تحقیقاتی به روش رسوب بخار شیمیایی روی یک لایه منعطف مثل کاغذ برای اولین بار در موسسه فناوری ماساچوست ساخته شده‌است. در تهیه این سلول گروهی از داشمندان موسسه فناوری ماساچوست با حمایت از سازمان ملی علوم همکاری داشته‌اند.

## ویژگی‌ها
مدارهای مواد سلول خورشیدی  آلی در پنج لایه بر روی لایه‌های کاغذی در یک محفظه خلاء رسوب داده می‌شوند. در این فرایند الکترودهای پلیمری رسانای
با بخار شیمیایی اکسایشی قرار داده می‌شوند. پنل های خورشیدی قادر به تولید ولتاژ بیش از 50 ولت می‌باشند که می توانند وسایل برقی را در شرایط روشنایی معمولی تامین کنند. این سلول های خورشیدی ساخته شده انعطاف پذیر می‌باشند. این شبکه های سلول خورشیدی مشابه با چاپ  عکس جوهری با الگو های مستطیلی. ادعا می شود که هزینه "چاپ"  مشابه هزینه چاپ عکس جوهر افشان است. در این فناوری  دمای رسوب بخار کمتر از 120 درجه سانتیگراد است که ساخت آن را بر روی کاغذ معمولی آسان می کند. بازده فعلی پانل نزدیک به 1 درصد است که محقق امیدوار است در آینده نزدیک آن را بهبود بخشد .سلول های خورشیدی انعطاف پذیر نیازی به بستر شفاف ندارند و بنابراین می توان آنها را با استفاده از طیف وسیع تری از بسترهای ممکن ساخت. یک بستر انعطاف‌پذیر ایده‌آل، مانند Mo به دلیل پایداری عالی آن در دماهای افزایش یافته، علاوه بر تماس خوب با CdTe است، مورد توجه قرار گرفته است.

## انواع
پانل های خورشیدی انعطاف پذیر را می توان بر اساس مواد مورد استفاده برای سلول های فتوولتائیک به سه نوع اصلی طبقه بندی کرد:
الف) تک کریستالی
ب) پلی کریستال
ج) لایه نازک
سلول های خورشیدی تک کریستال و پلی کریستال هر دو از ماده مشابه سیلیکون کریستالی ساخته می‌شوند. اما تفاوت در این می‌باشد که در تک کریستال ساختار میکروسکپی یکنواخت در سراسر سیلیکون وجود دارد در حالی که در نمونه های پلی کریستال از کریستال های متعدد با جهتگیری مختلف ساخته شده اند. که روش ساخت ساده تری دارند و ارزان تر هستند اما بازدهی آن‌ها نسبت به تک کریستال کمتر است. یک پنل خورشیدی انعطاف پذیر را می توان با چیدمانی از سلول های خورشیدی در بخش های سفت و  کوچک با اتصالات تاشو ساخت. گزینه دیگر استفاده از سلول های سیلیکونی کریستالی بسیار نازک است که انعطاف پذیری بیشتری را فراهم می کند.  سلول‌های خورشیدی لایه نازک از لایه‌ای از مواد فتوولتائیک استفاده می‌کنند که روی یک بستر رسوب می‌کنند که می‌تواند انعطاف‌پذیر باشد. برخی از رایج ترین مواد لایه نازک عبارتند از تلورید کادمیوم (CdTe)، مس ایندیم-گالیوم-سلنید (CIGS) و سیلیکون آمورف می‌باشند.

## مزیت‌ها
در سلول‌های خورشیدی معمولی مواد نگه‌دارنده مثل شیشه و براکت تقریبا دو برابر مواد اولیه سلول خورشیدی هزینه دارند. از آنجایی که هزینه کاغذ از شیشه خیلی پایین تر است، ساخت سلول خورشیدی چاپی از پنل‌های سلول خورشیدی بسیار ارزانتر می‌شود. در روشی دیگر که شامل پوشش دادن کاغذ با استفاده از مواد می‌باشد، ابتدا کاغذ با ماده‌ای صاف به جهت از بین بردن زبری مولوکولی کاغذ پوشش داده می‌شود سپس مواد فتوولتاییک بر روی آن قرار می‌گیرند.
این سلول‌ها طراحی کوچکتر و سبک تری دارند و می توانید گزینه هایی با وزن کمتر از 10 پوند پیدا کرد. برای مقایسه، پنل های خورشیدی سنتی معمولاً بین 35 تا 50 پوند وزن دارند و ارتفاع معمولی آنها 65 تا 80 اینچ است. استفاده از دستگاهی با این اندازه و وزن به عنوان منبع تغذیه قابل حمل عملی نیست.
پانل های خورشیدی انعطاف پذیر با سلول های سیلیکونی کریستالی فقط در امتداد اتصالات خود جمع می شوند، در حالی که ماژول های لایه نازک انعطاف پذیر می توانند در هر جهت خم شوند.

## عیب‌ها
کارایی کمتر: به طور متوسط، بهترین پنل های خورشیدی استاندارد 20 تا 23 درصد کارایی دارند در حالی که پنل های خورشیدی انعطاف پذیر تنها 7 تا 15 درصد کارایی دارند.سیستم‌های لایه نازک فعلی به دلیل کارایی پایین‌تر، به فضای سقف بیشتری نسبت به پانل‌های معمولی نیاز دارند، به این معنی که برای تعداد زیادی از خانه‌ها مناسب نیستند. همچنین نگرانی در مورد دوام پانل های انعطاف پذیر  وجود دارد و برخی از مواد مورد استفاده در تولید آن‌ها مانند کادمیوم بسیار سمی هستند.

## کاربردها
این سلول‌های خورشیدی در دهه گذشته به دلیل افزایش کاربردهایشان از زمینه الکترونیک تاشو و رباتیک تا پوشیدنی‌ها، حمل‌ونقل، ساختمان‌ها و... مورد توجه قرار گرفته‌اند. در صورت پیشرفت از این سلول‌های خورشیدی میی‌توان به عنوان کاغذ دیواری برای تولید برق از روشنایی استفاده کرد همچنین از آن در لباس و پوشش‌ها برای شارژ کردن وسایل الکترونیکی استفاده کرد.

## مقایسه[۱]
| سلول خورشیدی منعطف | برتری‌ها | ضعف‌ها                                                                                           |
| سیلیکونی           | راندمان تبدیل انرژی بالاتر طول عمر بیشتر                                                                   | انعطاف‌پذیری کمتر                                                                                |
| لایه نازک          | افزایش انعطاف پذیری سلول های خورشیدی لایه نازک با وزن کمتر که می توان آن‌ها را تقریباً بر روی هر سطحی چسباند | راندمان تبدیل انرژی کمتر در نتیجه پنل های خورشیدی بیشتری برای جبران بهره وری کمتر مورد نیاز است |

## همچنین ببینید
- سلول خورشیدی لایه نازک
- سلول خورشیدی آلی